# Shiratsuyu (1935)
Pour les autres navires du même nom, voir Shiratsuyu.
Le Shiratsuyu (白露) était un destroyer, navire de tête de sa classe en service dans la Marine impériale japonaise pendant la Seconde Guerre mondiale.

## Historique
Fin 1941, il patrouille et escorte les forces de cuirassés au large du Japon avant d'effectuer de nombreuses missions de convoyage dans le Pacifique. En mai, il rejoint les forces de l'Amiral Takeo Takagi à Truk pour la bataille de la mer de Corail les 7 et 8 mai puis l'Amiral Shirō Takasu au cours de la bataille de Midway les 4 et 6 juin. Durant l'été, il effectue des "Tokyo Express" entre Truk et Butaritari, notamment après le raid de Makin.
Jusqu'à la mi-septembre, le Shiratsuyu reste basé dans les îles Marshall, avant d'être déployé en octobre aux îles Salomon, où il effectue plusieurs "Tokyo Express" à Guadalcanal. Lors d'une mission à Guadalcanal le 25 octobre, il participe au naufrage du remorqueur américain USS Seminole (en) et a endommagé le dragueur de mines USS Zane (en). Il participe à la première bataille navale de Guadalcanal dans la nuit du 12 au 13 novembre 1942, sauvant des survivants du cuirassé Hiei, mais ne tirant aucun coup de canon. Le 23 novembre, lors d'une mission de transport, il sauve des survivants du destroyer Hayashio, qu'il saborde avec une torpille.
Lors d'une mission à Buna le 28 novembre, le Shiratsuyu est touché d'une bombe lors d'une attaque de bombardiers Boeing B-17 Flying Fortress de l'USAAF, nécessitant des réparations d'urgence à Rabaul, Truk et Saipan avant d'atteindre Sasebo le 25 février 1943 pour des réparations approfondies. Il reprend ses missions de transport le 20 juillet 1943, ayant rejoint la 2e flotte le même mois.
Au cours de la bataille de la baie de l'Impératrice Augusta le 2 novembre, il entre en collision avec son sister-ship Samidare, puis est bombardé par des avions américains, faisant quatre morts, deux blessés et nécessitant un retour à Sasebo.
Il retourne à Truk à la fin du mois de décembre en escortant les croiseurs Myōkō, Haguro et Tone, rejoignant Kavieng début janvier. Le 31 janvier, il sauve les survivants du Yasukuni Maru torpillé à Truk. De février à avril, il fait partie de l'escorte du cuirassé Musashi. À la fin d'avril, il est chargé d'escorter le convoi Ichi, convoi transportant deux divisions d'infanterie ayant pour charge de renforcer les positions défensives du Japon aux Philippines et en Nouvelle-Guinée.
Le Shiratsuyu est attaqué le 8 juin au large de Biak par des avions de la Marine américaine, tuant quatre hommes et en blessant cinq. Dans la nuit du 14 juin, il heurte le pétrolier japonais Seiyo Maru à 90 milles nautiques (170 km) au sud-est du détroit de Surigao (9° 09′ N, 126° 51′ E), provoquant une explosion de ses charges de profondeur. 104 hommes meurent dans le naufrage, dont son capitaine, le commandant Matsuda. Il est rayé des listes de la marine le 10 août 1944.